# Sillage de Kelvin

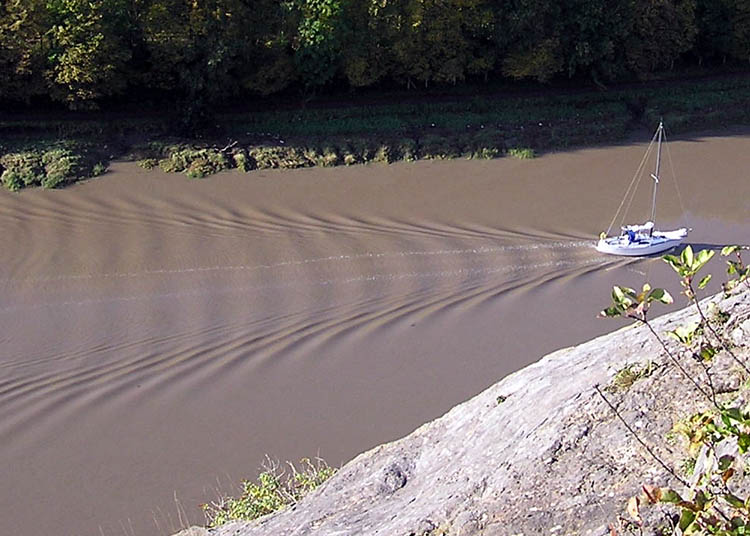
Exemple de sillage de Kelvin derrière un bateau.

Le passage d'un bateau ou d'un oiseau aquatique à la surface d'une eau calme produit des ondes de gravité qui forment un motif caractéristique appelé sillage de Kelvin, où deux types d'ondes interviennent, les ondes divergentes, surtout visibles sur les bords du cône de sillage, et les ondes transverses (voir plus bas). C'est Lord Kelvin qui le premier a formalisé et résolu mathématiquement le problème.

## Histoire
L'éponyme du sillage de Kelvin est le physicien britannique William Thomson (1824-1907) qui, en 1887, est le premier à expliquer la forme de ce sillage. 

## Notations et équations utiles
On considère un bateau se déplaçant à la surface d'une eau initialement immobile dans le référentiel terrestre. Le bateau a un vecteur vitesse {\displaystyle \mathbf {v} } dans ce référentiel. Soit {\displaystyle \,\mathbf {r'} =(x',y',z')} un système de coordonnées fixe dans le référentiel terrestre. Soit {\displaystyle \,\mathbf {r} =(x,y,z)} un système de coordonnées fixe dans le référentiel du bateau et tel que z corresponde à la verticale et que {\displaystyle \mathbf {v} } soit porté par la droite des x. Le passage d'un repère à l'autre se fait donc par la transformation galiléenne suivante :
On considère une onde plane progressive harmonique dont la fonction d'amplitude s'écrit, en notation complexe :
{\displaystyle A_{0}} est l'amplitude maximale (éventuellement complexe),{\displaystyle \,\mathbf {k} } est le vecteur d'onde (dont la norme est la pulsation spatiale) et {\displaystyle \omega } est la pulsation temporelle de l'onde. En remplaçant {\displaystyle \mathbf {r} '} par sa valeur en fonction de {\displaystyle \mathbf {r} }, et en regroupant les termes, on obtient :
Ainsi l'onde vue depuis le bateau est perçue avec une fréquence temporelle {\displaystyle \,\omega -\mathbf {k} \,\mathbf {v} \,} différente de celle que perçoit un observateur immobile dans le référentiel terrestre, depuis la plage (par exemple {\displaystyle \omega }). C'est une illustration de l'effet Doppler.
Il existe une relation entre les pulsations spatiale et temporelle, liée intrinsèquement à la nature physique du milieu de propagation, et qui s'appelle la relation de dispersion. Si l'on considère que l'océan est infiniment profond, celle-ci s'écrit :
où g est l'accélération de la pesanteur. La vitesse de phase c des ondes de gravité, dans ce milieu, est donc :

## Hypothèse des phases stationnaires
Depuis le bateau, les ondes du sillage semblent immobiles. Donc une condition nécessaire pour que l'onde précédemment décrite contribue au sillage est que l'amplitude de l'onde à r constant soit indépendante du temps, i.e. :
Sur la figure 1, le bateau se trouve au point O et se dirige vers les x négatifs. Le phénomène étant symétrique par rapport à l'axe des x, on restreint le raisonnement aux y positifs. L'instant {\displaystyle \scriptstyle {t_{0}}} où le bateau est en O est pris comme origine des temps. Les x positifs correspondent donc aux positions précédemment occupées par le bateau. Soit I le point où il se trouvait au temps -t. On a donc OI=ut. Le cercle de rayon ct représente la position du front d'onde (à une pulsation {\displaystyle \omega } donnée) né du passage du bateau en I.

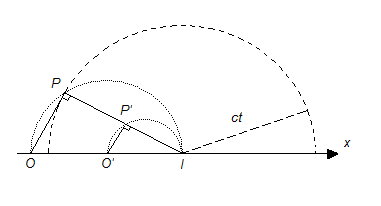
Figure 1.

En quel(s) point(s) la perturbation créée en I contribue-t-elle à former le sillage à l'instant zéro ? On s'est donné une pulsation temporelle {\displaystyle \omega }, donnons-nous un vecteur d'onde {\displaystyle \mathbf {k} \,} (et le vecteur d'onde unitaire correspondant {\displaystyle \,\mathbf {k_{u}} ={\mathbf {k} }/{k}}). Soit P l'intersection du demi-cercle de centre I et de rayon ct avec la droite passant par I et dirigée par {\displaystyle \mathbf {k} }. C'est la position au temps zéro de la composante de pulsation {\displaystyle \omega } et de vecteur d'onde 
{\displaystyle \mathbf {k} } de la perturbation créée en I au temps -t.
Supposons que la condition {\displaystyle \,\omega =\mathbf {k} \,\mathbf {v} } soit vérifiée, i.e. en ce point la perturbation crée en I contribue au sillage à l'instant zéro. On a alors :
{\displaystyle \|IP\|=c\,t={\frac {\omega }{k}}\,t={\frac {\mathbf {k} }{k}}\,t\,\mathbf {v} =\mathbf {k_{u}} \cdot {\overrightarrow {IO}}}.
Autrement dit, IP est la projection orthogonale de IO sur la droite passant par I et dirigée selon {\displaystyle \mathbf {k} }. On en déduit que OP est perpendiculaire à IP. Donc P appartient au cercle de diamètre OI, dont le centre, noté O', est à mi-distance entre O et I.
Tout en laissant {\displaystyle \mathbf {k} } fixe, faisons varier {\displaystyle \omega }, ce qui revient à faire varier c=g/{\displaystyle \omega }, et donc le rayon ct du cercle en pointillés longs. On voit ainsi que, pour chaque point P du demi-cercle de diamètre OI, on peut trouver une valeur de {\displaystyle \omega } telle que P soit à l'intersection du demi-cercle de rayon ct et du demi-cercle de diamètre OI. Donc, au temps {\displaystyle t_{0}}, il passe une onde stationnaire par rapport au bateau en chaque point du demi-cercle de diamètre OI.
Cependant le raisonnement doit être adapté au fait que la vitesse de phase c des ondes de gravité, i.e. la vitesse à laquelle avance la crête des ondes, est différente de leur vitesse de groupe {\displaystyle c_{g}}, i.e. la vitesse à laquelle l'énergie de ces ondes est transportée.
La vitesse cg d'un groupe ondes de gravité en eau profonde, vaut exactement la moitié de leur vitesse de phase cp individuelle. En effet, la relation de dispersion, {\displaystyle \omega ^{2}=g\,k}, s'écrit {\displaystyle \,2\,\omega \,d\omega =g\,dk}, d'où on tire que
{\displaystyle c_{g}={\frac {d\omega }{dk}}={\frac {g}{2\,\omega }}={\frac {c}{2}}}
C'est cette vitesse de groupe qu'il faut prendre en compte pour la caractérisation du sillage, et non pas la vitesse de phase. Pour un {\displaystyle \omega }, un {\displaystyle \mathbf {k} } et un {\displaystyle t} donnés, on a vu qu'on déduisait la position du point P où, à l'instant zéro, l'onde possède la même phase qu'en I à l'instant -t où elle est née. Pour cette onde, le pic d'énergie n'est pas en P mais a voyagé deux fois plus lentement, à la vitesse de groupe. Donc ce pic, à l'instant zéro, se situe au point P', à mi-chemin entre I et P. Par une homothétie de centre I et de rapport 1/2, on en déduit que P' se trouve sur le demi-cercle de diamètre O'I (O' milieu de OI). C'est donc en P' que l'onde créée en I à l'instant -t participe au sillage à l'instant zéro.

## Cône de sillage
Inversement, en tout point appartenant à un demi-cercle de diamètre O''J, avec J quelconque sur la demi-droite Ox et O'' le milieu de OJ, une onde participera au sillage à l'instant zéro. Le cône de sillage est l'ensemble de ces points. Il est délimité par deux demi-droites symétriques par rapport à l'axe des x et d'origine O. Soit {\displaystyle \beta _{0}} l'angle formé par ces demi-droites avec Ox :
ainsi, on en déduit que l’angle {\displaystyle \beta _{0}} vaut environ 19,5° et l'angle du V formé par le sillage vaut environ 39°.

## Ondes transverses et ondes divergentes
Considérons maintenant le problème opposé. Soit P' un point de coordonnées (x, y). Où se trouve(nt) le(s) point(s) de la droite Ox d'où est partie, à un instant précédent, une onde qui participe au temps zéro au sillage au point P' ? En suivant les notations de la figure 1, un point I ainsi défini vérifie {\displaystyle \mathbf {OI} ={\frac {4}{3}}\mathbf {OO''} } avec O'' milieu de O'I tel que O''O=3O''I. On a donc :
{\displaystyle \mathbf {O''O^{2}} =9\mathbf {O''P'^{2}} }
{\displaystyle \mathbf {O''O^{2}} -9\mathbf {O''P'^{2}} =0}
{\displaystyle (\mathbf {O''O} -3\mathbf {O''P'} )(\mathbf {O''O} +3\mathbf {O''P'} )=0}
Soit G le barycentre du système {(O, 1), (P', -3)} et G' le barycentre du système {(O, 1), (P', 3)}. On a donc O''O-3O''P'=-2O''G et O''O+3O''P'=4O''G'. Donc O'' vérifie O''G.O''G'=0, i.e. O'' appartient au cercle de diamètre GG'. Ce cercle a pour centre le point de coordonnées {\displaystyle \textstyle \left({\frac {9x}{8}},{\frac {9y}{8}}\right)} et pour rayon {\displaystyle \textstyle {\frac {3}{8}}{\sqrt {x^{2}+y^{2}}}}. Un point de coordonnées (u, v) appartient au cercle si et seulement si ses coordonnées vérifient l'équation du cercle :
{\displaystyle \left(u-{\frac {9}{8}}x\right)^{2}+\left(v-{\frac {9}{8}}y\right)^{2}=\left({\frac {3}{8}}\right)^{2}(x^{2}+y^{2})}
Le point O'' de coordonnées (u, v), intersection du cercle avec la droite des x, vérifie donc :
{\displaystyle {\begin{cases}(u-{\frac {9}{8}}x)^{2}+(v-{\frac {9}{8}}y)^{2}=({\frac {3}{8}})^{2}(x^{2}+y^{2})\\v=0\end{cases}}}
Ce qui donne :
{\displaystyle \left(u-{\frac {9}{8}}x\right)^{2}={\frac {9}{8}}x^{2}\left({\frac {1}{8}}-{\frac {y^{2}}{x^{2}}}\right)}
On voit donc que :
- Il n'y a pas de solution pour u si {\displaystyle \scriptstyle {\frac {y}{x}}>{\frac {\sqrt {2}}{4}}}, ce qui correspond à un point P' situé hors du cône de sillage (on peut vérifier que {\displaystyle \scriptstyle {\frac {\sqrt {2}}{4}}=\tan \beta _{0}}) ;
- il y a une unique solution si {\displaystyle \scriptstyle {\frac {y}{x}}={\frac {\sqrt {2}}{4}}} ;
- et il y a deux solutions distinctes si {\displaystyle \scriptstyle {\frac {y}{x}}<{\frac {\sqrt {2}}{4}}}.

Ce résultat signifie qu'aux points situés strictement à l'intérieur du cône de sillage, deux (et seulement deux) ondes de direction de propagation différente participant toutes deux au sillage, nées à des points différents de l'axe Ox, I{\displaystyle _{-1}} et I{\displaystyle _{1}}, et à des temps différents, se croisent. Les abscisses x{\displaystyle _{-1}} et x{\displaystyle _{1}} de I{\displaystyle _{-1}} et I{\displaystyle _{1}} sont les deux solutions de l'équation ci-dessus (une fois les coordonnées (u, v) de O'' connues, celles de I se déduisent instantanément) :
{\displaystyle {\begin{cases}x_{-1}=\left({\frac {3}{2}}-{\sqrt {2({\frac {1}{8}}-{\frac {y^{2}}{x^{2}}})}}\right)x\\x_{1}=\left({\frac {3}{2}}+{\sqrt {2({\frac {1}{8}}-{\frac {y^{2}}{x^{2}}})}}\right)x\end{cases}}}
Ces deux types d'ondes sont appelées divergentes et transverses. Soit à présent θ{\displaystyle _{\epsilon }} l'angle entre I{\displaystyle _{\epsilon }}P et I{\displaystyle _{\epsilon }}O (ε = +ou- 1). C'est l'angle indiquant la direction de propagation de l'onde. On a :
Ce résultat montre que pour tout point P' de coordonnées (x, y) donné dans le cône de sillage, il y a deux ondes de sillage qui se croisent selon des angles différents θ{\displaystyle _{-1}} et θ{\displaystyle _{1}}. Les deux angles sont identiques si et seulement si {\displaystyle \scriptstyle {\frac {y}{x}}={\frac {\sqrt {2}}{4}}}, i.e. si l'on se situe au bord du cône de sillage.
Il est possible d'inverser cette dernière relation, ce qui donne (le {\displaystyle \epsilon } disparaît au cours du calcul) :
Ce qui signifie que, pour un angle {\displaystyle \theta } donné, inférieur à {\displaystyle \beta _{0}}, l'ensemble des points pour lequel la direction d'une des deux ondes sera {\displaystyle \theta } est situé sur une droite partant de O et traversant le cône de sillage. En effet, en chaque point de cette droite, le rapport {\displaystyle {\frac {y}{x}}} est constant. De plus, le fait que le {\displaystyle \epsilon } disparaisse au cours du calcul peut être interprété en disant que l'ensemble des directions prises par les ondes transverses est disjoint de l'ensemble des directions prises par les ondes divergentes.